# Agrochola guadarramana
Agrochola guadarramana là một loài bướm đêm trong họ Noctuidae.